# Бондари (Конотопский район)
Бондари (укр. Бондарі) — село,
Сахновский сельский совет,
Конотопский район,
Сумская область,
Украина.
Код КОАТУУ — 5922087603. Население по переписи 2001 года составляло 337 человек.

## Географическое положение
Село Бондари находится на расстоянии в 7 км от рек Езуч и Канава Новая Косова.
К селу примыкают сёла Сахны и Савойское.
Рядом проходит автомобильная дорога Т-1907.

## Экономика
- Свино-товарная ферма.

## Объекты социальной сферы
- Школа I—II ст.